# Rock à Toulouse
Vous pouvez aider à l'améliorer ou bien discuter des problèmes sur sa page de discussion.
- Il peut contenir un travail inédit ou des déclarations non vérifiées. Vous pouvez l’améliorer en ajoutant des références. (Marqué depuis mai 2016)

Vous pouvez aider à l'améliorer ou bien discuter des problèmes sur sa page de discussion.
- Il ne cite pas suffisamment ses sources. Vous pouvez indiquer les passages à sourcer avec {{référence nécessaire}} ou {{Référence souhaitée}}, et inclure les références utiles en les liant aux notes de bas de page. (Marqué depuis avril 2024)
- Son ton est trop lyrique ou dithyrambique. Le texte doit adopter un ton neutre et encyclopédique (aide). (Marqué depuis mars 2021)
- Il n’est pas rédigé dans un style encyclopédique. (Marqué depuis mai 2016)
- Il semble adopter un ton trop journalistique, voire sensationnaliste. Modifiez son contenu pour adopter un style encyclopédique. (Marqué depuis mai 2021)

- Archive Wikiwix
- Bing
- Cairn
- DuckDuckGo
- E. Universalis
- Gallica
- Google
- G. Books
- G. News
- G. Scholar
- Persée
- Qwant
- (zh) Baidu
- (ru) Yandex
- (wd) trouver des œuvres sur Wikidata

Le Rock Toulousain est composé de plusieurs groupes récents et anciens, dont certains qui ont disparu au fil du temps. Le Rock Toulousain est connu pour sa dimension régionale et méridionale.

## Les années 1970
Hormis le rock toulousain, le blues se joint également au rock toulousain avec le groupe précurseur Blues Conditionun.
Cette tradition perdure aujourd'hui et il n'est pas un pub qui n'accueille son combo un soir de la semaine. Au milieu des années 1970 René-Paul Roux, le futur Paul Personne, donne le ton en formant Bracos Band, avant de quitter ce groupe en 1979 pour former Backstage.
À la fin de cette période, bien avant que les musiciens de la ville rose ne soient touchés par l'explosion punk à laquelle on assiste outre-Manche, une nouvelle génération de groupe à gros son, aidée par des professionnels de la vente d'instruments , fait son apparition dont Taxi-Way , Decibel et Banlieue Grise sont les plus représentatifs. Ces formations ont des racines communes qui puisent autant dans le rock de Led Zeppelin et des Rolling Stones que dans le boogie sudiste de Point Blank, de ZZ Top ou d'Allman Brothers. Ces groupes, constitués de musiciens accomplis, à la différence de la génération qui suivra, avaient de réelles ambitions professionnelles ; ils tournaient énormément. Cependant, bien que les maisons de disques se soient un temps montrées intéressées, aucun projet discographique sérieux n'aboutira. On retiendra également Nitro et son guitariste Jean-Marie Hernandez, très (trop) influencé par Jimi Hendrix.
La fin des années 1970 marque une période de troubles dans la programmation des "grands" concerts qui, généralement, se déroulent au Palais des Sports, devenu depuis un des temples de la musique classique sous le nom de Halle aux Grains. Devant la flambée du prix des places (quelques dizaines de francs), une seule riposte : rentrer gratis, à tout prix. Il s'agissait moins d'aller voir un concert que de se castagner avec les CRS. Little Bob, de passage à Toulouse, en fera un de ses titres judicieusement baptisé Riot In Toulouse. Les tourneurs se mirent alors à apprécier des villes alternatives comme Pau ou Montpellier : ce fut le trou noir pour Toulouse. Seules alternatives : l'acoustique pourrie du hall Comminges de Colomiers, le Club Le Pied, à L'Isle-Jourdain véritable institution du concert de rock situé à 50 kilomètres de la ville, où LE Telephone des débuts est venu faire trembler les murs, et les 500 places capitonnées (et fragiles) du Théâtre du Taur intra-muros.

### Les formations historiques
- Banlieue Grise (77-80) : Rock années 1970
- Backstage (79-81) : Rock Blues
- Blues Condition (66-85 puis 2007) : Rock, Blues.
- Bracos Band (77-79): Rock Blues
- Le Cœur (67-70) : Pop, Blues
- Decibel (75-80): Rock
- Evohe (76-81) : Jazz-Rock, Rock progressif
- Les Goldfingers (67-78) : Rock, Blues
- Guns Brand (69-71) : Rock, Pop
- Les Halos (68-71) : Rhythm and Blues
- Les Leaders (années 1960-70)
- Madrigal (années 1970)
- Nitro : Rock hendrixien
- Pathus Cremat (années 1970)
- Paul Personne (76 à nos jours) : Blues, Rock
- Potemkine (71-80) : Jazz-Rock, Rock progressif
- Psande (73-74) : Pop Progressif
- Psycho Song (années 1960) : Blues
- Psychedelic and Co (années 1970) : Blues
- Quartz (76-84) : Hard FM
- Rahan (68-72) : Pop Progressif
- Ray Merengue (68-années 70) : Jazz-Rock, Blues
- Source (70-71) : Pop Français
- Taxi Way (77-82) : Southern Rock
- Les Warms (69-71) : Pop, Blues
- Birdus (74) : Rock, Pop-Blues
- Weekend Millionnaire : Variété, Musique Californienne

## Les années 1980
Succédant aux années 1970 chargées de mouvements divers et ayant vu naître et mourir, comme un feu de paille, le mouvement punk anglo-saxon, les années 1980 à Toulouse ont été, comme dans tout le pays, extrêmement riches.
Dans ce nouveau paysage, on trouve encore les seniors Banlieue Grise et Taxi-Way. Avec l'aide de Gaspa, une association pleine d'espoir, ces derniers mettent sur pied au printemps 1980 un festival à la grande salle de la piscine avec en groupe vedette Little Bob et Diesel. Pendant deux soirées, une dizaine de groupes rock et hard se succèdent devant 7000 spectateurs et sans la moindre intervention des forces de l'ordre. Aucun incident n'est à déplorer et ce festival marque la fin du fameux trou noir de la programmation des concerts.

### Les jeunesbranleurs
Assez rapidement, l'influence directe du punk s'est estompée pour faire place, dès 1981, à une scène très diversifiée ayant ses racines du rock des années 1950 aux origines de la new-wave[réf. nécessaire]

### Les exceptions
À cette même époque, un style beaucoup plus synthétique a également tenté sa chance. Les adeptes de l'électronique se sont retrouvés dans Major Kyo, Procédé Fulbert et MKB Provisoire ou ADN'ckrystall entièrement électronique. Ces derniers furent particulièrement novateurs en distillant un fond sonore de synthés lugubres et de guitares approximatives sur un chant déclamé, l'ensemble constituant un cocktail vengeur brassant des influences de punk, de new wave et de rock dissident.
Eux aussi de la nouvelle génération, les Incorruptibles sont issus du croisement de deux groupes éphémères constitués dans les derniers mois des années 1970 : Lipstick et des Lords. Conduits tout d'abord par Gill Dougherty qui s'émancipe en 1982 pour entreprendre une carrière autonome, ils finissent par trouver leur voie avec le chanteur guitariste Étienne Zenone dans un rock français carré et cohérent qui leur vaudra l'attention de Dynamite, le batteur de Bijou. Pour autant, leur musique ne donnera lieu à aucune production.
Les Fils de Joie, enfin, issus de Fly Killers, eux-mêmes issus de Slash, développent dans un premier temps un répertoire exclusivement constitué de reprises des Ramones avant de se lancer dans la composition de titres originaux comme Le Requin Vert ou Adieu Paris. Cette évolution leur permet d'accéder à une audience nationale en 1984 sous la houlette d'Alain Maneval.

### Acteurs des années 1980
- Ablettes (Les) (79-87) : Rock Français
- Art Mengo (82-...) : Reggae, puis chanson
- Dougherty (Gill) (78-93) : Rock, Power Pop
- Fils de Joie (Les) (78-86) : Rock, New Wave
- Hobos (89-92) : Rock
- Jomo, Jazbuhl, Jean Marc Leclercq (78-...) : Rock
- Paul Personne (80-…) : Rock Blues
- Shannon (Mike) (62-...) : Post Yéyé, Variété
- Shifters (The) (The) (85-88) : Rock, Noisy Pop
- Surrenders (84-94) : Pop psychedélique, Rock
- Zebda (85-...) : Rock, Ska alternatif

## Les années 1990
Les années 1990 voient l'épuisement brutal de la scène issue des années 1980. Cette fois encore, une nouvelle génération de musiciens fait son apparition. Si la scène rock garage connaît un nouvel élan, un mouvement rock, metal (Sidilarsen, Psykup...) et punk (Punish Yourself) se développe.
- Aznia Bout Bout Yaparem power trio punk rock féminin (discographie CD 4 titres "Power") (1994 - 2006)
- Shoo Chain Brothers (1991 à 1999) : Garage Punk Big Band
- Bubblies : indie pop rock (1991 à nos jours)
- Dadoo : Rap
- Deluxe (1995-1997) : pop-rock acidulée aux accents noisy
- Diabologum (1992 à ?) : noisy-rock post
- Fabulous Trobadors : Rap occitan
- Fly and the Tox (1987 à 1998) : World-Funky-Blues-rock
- Fun House (1990-1995) : Noisy rock
- Hobos (1989 à 1992) : Rock
- Improove (95-96) Rap
- Jerry Spider Gang (1997 à ?) : Rock'n'roll high energy
- Jet plane Babe aka Froggies 758 (90 92) pop post punk
- Chatterbox (1990 à 1996) : Rock'n'roll, garage
- KDD : Rap
- Lucky Jungle Kids : Rock Garage
- No Pasaran (1991 à 1998) : New Power Pop
- Le Prehistoric Pop (1989 à 1992) : Pop rock
- Punish Yourself (1994 à nos jours) : Cyberpunk, Metal industriel
- Reeds (1994 à 2015) : rock, pop, électro
- Rosemary's Babies (1992 à 1995) : Rock
- Sidilarsen (1997 à nos jours) : Fusion Metal, Techno, Ragga
- Sofia : Pop-rock
- S.P.U.D. (1996-1998) fusion metal hiphop
- Space Beatnicks (1997 à 1998) : Rock Garage
- Spook & The Guay (1994 à 2005) : Ska
- Sweet Apple Pie : Pop sublime
- Too Mad Boys (1992/1994) : Chanson anarcho-groove et rock
- Victor Industrie (1998 à 2001) : Chanson Française à Prétexte
- Zebda (1988 à 2003 et 2012 à 2015)
- Zezette Épouse X (1990-2000) : Disco House / Funk / Rock

## Les années 2000
Une nouvelle scène rock toulousaine est en train d'émerger[réf. nécessaire], principalement en anglais, autour de groupes tels que The Dodoz... D'autres (bien moins nombreux) portent une attention particulière à travailler des textes en français.
Le punk rock est aussi présent, comme élément moteur d'une scène alternative. 
- Bubblies : indie pop rock (1991 à nos jours)
- Dodoz (The) 2006 à nos jours : Rock énervé
- Indian Ghost (1993 à nos jours) : Rock
- Samsara (2004 à nos jours) : Rock, Post-rock
- The Rusty Bells (2008 à nos jours) : Rock Psychédélique

### Publications
- Nineteen (années 1980) : trimestriel rock à diffusion nationale[2]
- Dig It! (années 1990 à aujourd'hui) : fanzine rock'n'roll, garage, punk
- Rock Press (années 1980) : mensuel rock
- Invitation : mensuel musical gratuit (six numéros parus au début des années 1980)
- Blank Generation (aujourd'hui) : fanzine rock gonzo (mensuel) sur le rock en général et la scène toulousaine en particulier
- Mix : mensuel gratuit d'information musicale (de 1993 à 1999)
- Pop-Corn (2004-2011), mensuel musical indépendant gratuit
- Flashebdo, 1976 à aujourd'hui (mensuel gratuit)
- Frou frou, 1984 : fanzine les dessous du rock

### Salles de Concert
- Palais des Sports (Halle aux grains) années 1960-70
- Le Lido - cabaret dancing (Fin années 1960 - 1970)
- Pop 88 (années 1970)
- L'An 2000 - discothèque (années 1970)
- Le Bikini (1981 à nos jours) : salle de concerts
- Le Pied (Années 1970 et 80) : à près de 50 km de la ville, après Lisle Jourdain
- Le Speakeasy (Quartier des Abattoirs devenu Musée d'Art Moderne) années 1980
- Le Boulevard du Rock
- Le Phare à Tournefeuille
- le café soluble (années 1980) rue st Michel
- La Dynamo, est la salle rock venue au secours du Petit London destinée à des petites formations acoustiques. Elle se positionne comme la salle de 300 personnes permettant aux découvertes de se faire connaitre.
- Le Metronum, la scène des musiques actuelles de la ville de Toulouse. Ouverte en janvier 2014.